# Індуктивний елемент
Індуктивний елемент — елемент електричного кола, який характеризує наявність змінного магнітного поля, що створений змінним електричним струмом.
Індуктивний елемент являє собою котушку, намотану на магнітному або немагнітному осерді, по обмотках якої протікає струм. Індуктивний елемент характеризується індуктивністю L.
Індуктивний елемент з індуктивністю L враховує енергію магнітного поля і явище самоіндукції. При зміні струму в індуктивності виникає ЕРС самоіндукції. За законом Ленца вона перешкоджає зміні струму.